# Zrakovod
Zrakovod (engl. Duct), je kanal, ili prolaz korišten u sustavu grijanja, ventilacije i pripreme zraka (engl. heating, ventilation, and air conditioning (HVAC)), za dovođenje ili odvođenje zraka. Tražene vrste zraka uključuju, npr. svježi zrak (engl. supply air), iskorišteni zrak (engl. return air), i otpadni zrak (engl. exhaust air). Zrakovod obično dovodi i ventilacijski zrak kao dio svježeg zraka. Kao takvi zrakovodi su jedna od metoda za osiguravanje prihvatljive kvalitete zraka u prostorijama, te stvaranje toplinske ugode.
Sustavi zrakovoda uobičajeno se nazivaju ventilacija. Planiranje (crtanje, engl. laying out), dimenzioniranje, optimizacija, razrada, utvrđivanje gubitaka tlaka u zrakovodu, zove se Zrakovodni inženjering.

## Materijali
Zrakovodi mogu biti napravljeni od sljedećih materijala:

### Galvanizirani čelik
Galvanizirani nisko ugljični čelik je standardni i najčešće korišteni materijal za proizvodnju zrakovoda. Galvanizacijom nanešen sloj cinka sprječava hrđanje te eliminira troškove bojanja. Za izolaciju metalni zrakovodi su obično obloženi pločama od fiberglasa, ili omotani pločama od fiberglasa. Kada je potrebno koristi se zrakovod s dvostrukim stjenkama. Uobičajeno bi imali unutrašnje perforirano punilo, zatim 1-2" (engl. inch) sloj izolacije od fiberglasa sadržano s unutrašnje strane vanjske stjenke. 